# Франц Ксавер Зюсмайєр
Франц Ксавер Зюсмайр (нім. Franz Xaver Süßmayr, 1766 — 17 вересня 1803) — австрійський композитор.
Замолоду був головним півчим у провінційній австрійській церкві. 1787 року перебрався до Відня і став учнем Антоніо Сальєрі. В останні місяці життя В. А. Моцарта значно зблизився з ним: з Зюсмайром Моцарт обговорював хід роботи над своїм «Реквіємом», і після смерті Моцарта Зюсмайр закінчив роботу над цим твором (традиційно «Реквієм» Моцарта виконується саме з доповненнями і в редакції Зюсмайра, хоча пізніше було запропоновано і кілька альтернативних редакцій).
У 1794–1801 роках Зюсмайр був капельмейстером Віденського оперного театру. Йому належить близько 25 опер — більшою частиною комічних, але також і «Мойсей, або Вихід з Єгипту» (нім. Moses oder Der Auszug aus Aegypten; 1792) та «Дзеркало Аркадії» (нім. Der Spiegel von Arkadien; закінчена 1794), а також церковна, симфонічна, камерна, вокальна музика.

## Твори

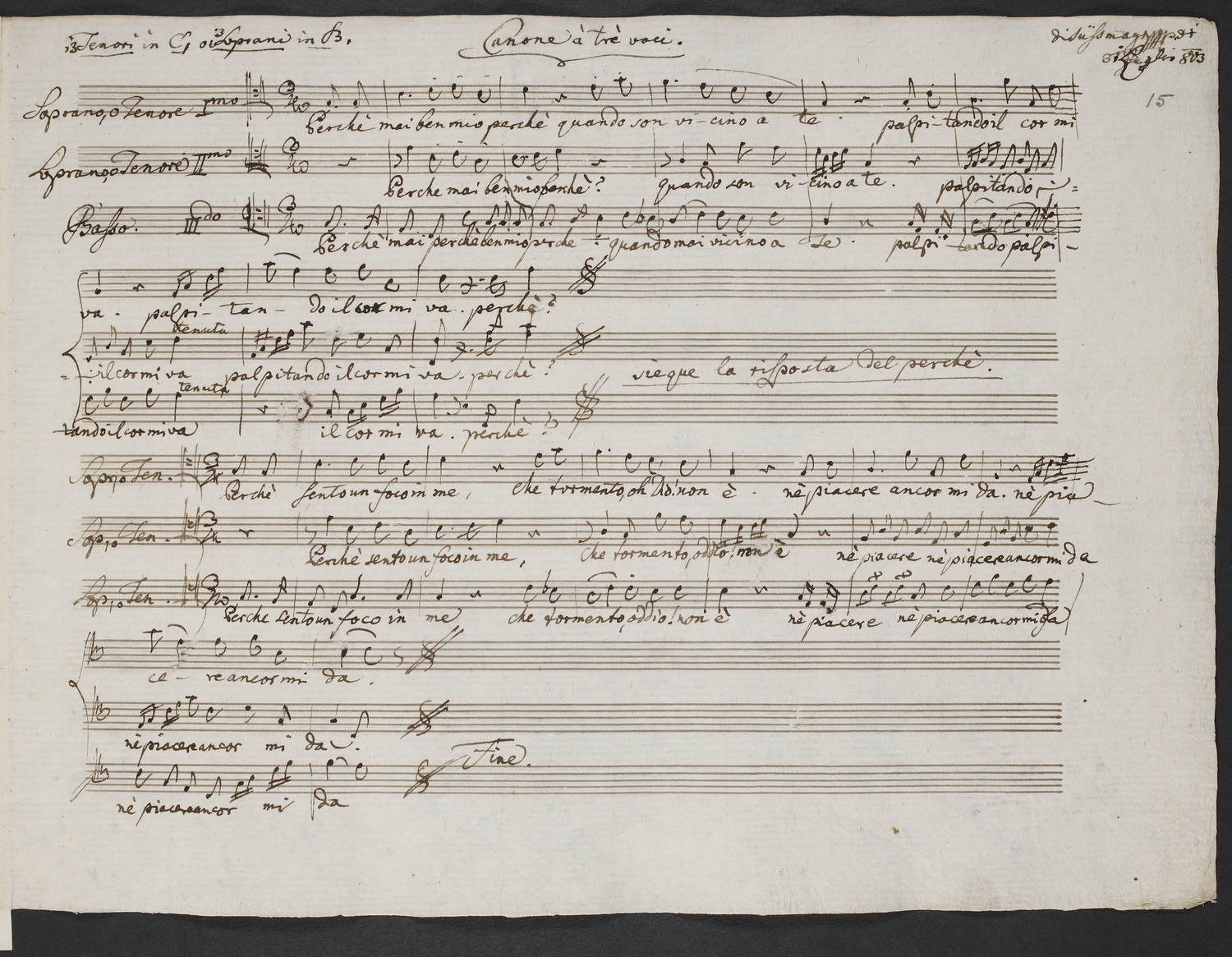
Нотний рукопис композитора з колекції Британської бібліотеки

Опери
- 1785 — «Любов для короля» (Кремсмюнстер)
- 1792 — «Мойсей, або Вихід з Єгипту» (нім. Moses oder Der Auszug aus Aegypten)
- 1794 — «Дзеркало Аркадії» (нім. Der Spiegel von Arkadien)
- 1796 — «Подвійна вдячність», редакція опери Андре Гретри «Подвійне випробування», «Добровольці»
- 1800 — «Гюльнара»

Балети
- ? — «Горіх Беневенто»

Кантати
- 1796 — «Спаситель у небезпеці»